# 繡像小說
《繡像小說》，全稱《繡像小說半月刊》，清代小說期刊，是清末四大小说期刊之一。
光緒二十九年（1903年）五月，張元濟在上海創刊《繡像小說半月刊》，由商務印書館印行，李寶嘉應聘擔任主編。李氏在創刊號刊載的《本館編印繡像小說緣起》一文提及編輯理念，“歐美化民，多由小說，摶桑崛起，推波助瀾。……察天下之大勢，洞人類之頤理，潛推往古，豫揣將來，然後抒一己之見，著而為書，以醒齊民之耳目。或對人群之積弊而下砭，或為國家之危險而立鑑，揆其立意，無一非裨國利民。”《绣像小说》與《新小说》、《月月小说》、《小说林》合稱清末四大小说期刊。
書中連載之小說大多數附有插圖，即是當時所謂的繡像。每刊有小说插图十至十四幅不等。該刊十之九为小说，或著或译，每期约八十余页。李寶嘉自行創作的《文明小史》在創刊號時即刊登，連載至五十六期完畢。讴歌变俗人的《醒世缘弹词》共十四回，連載《绣像小说》第二至六、十九、四十八、五十二至五十四、五十九、六十八、六十九（1903-1906）各期。洪都百炼生的《老殘遊記》於光緒二十九年（1903年）九月，發表在《繡像小說》第九至第十八期，至十三回因故中止，後續載於《天津日日新闻》。旅生的《癡人說夢記》連載於《繡像小說》第十九期至五十四期（1904）。蘧園的《負曝閒談》最初刊登在《绣像小说》第六至四十一期（1903～1904），但小說並未完結。壯者的《掃迷帚》最早在《繡像小說》第四十三號（1905）至五十二號上連載，隔年又在《廣益叢報》第四期至二十七期轉載。茧叟的《瞎骗奇闻》共八回，連載於《绣像小说》第四十一至四十六期（1905），1908年由上海商务印书馆出版单行本。嘿生的《玉佛缘》共八回，連載於《绣像小说》第五十三至五十八期。惺庵的《世界进化史》，連載於《绣像小说》第五十七期至七十二期。其他還有洗红厂主的《泰西历史演义》、荒江钓叟的《月球殖民地》、姬文的《市声》、忧患余生的《邻女语》等，幾占有晚清优秀的小说的半壁江山。除了小说之外，亦载戏曲、传奇、歌謠与其他杂著。該刊於1906年4月終刊，前後共出版了七十二期。最初时每月初一、十五出版，后来均未能按期刊行。